# Лозовское 1-е сельское поселение
Лозовское 1-е сельское поселение — муниципальное образование Верхнемамонского района Воронежской области России.
Административный центр и единственный населённый пункт — село Лозовое. С 2004 до 2013 годы сельское поселение включало лишь часть села Лозовое, а другая часть как Лозовое составляла Лозовское 2-е сельское поселение. В 2013 году две части села и два муниципальных образования соответственно были объединены.

## История
Прежнее название села — Верхняя Гнилуша. С 11 июля 1966 года переименовано в Лозовое. В 1922 году село вошло в состав Верхнемамонской волости. Было создано три сельских совета. В 1928 году организовано два Товарищества по совместной обработке земли, а с 1930 года началась коллективизация крестьянских хозяйств. Сначала в Лозовом был один колхоз «Искра», потом он был реорганизован в 9 мелких хозяйств, впоследствии объединённых в колхозы «Искра» и «Правда». Во время коллективизации было репрессировано около 400 жителей села.
В 1942 году в селе располагался эвакогоспиталь № 4340. В настоящее время в Лозовом сооружены два мемориальных комплекса с именами погибших воинов.
С конца 2012 года начато преобразование Лозовского 1-го сельского поселения и Лозовского 2-го сельского поселения Верхнемамонского муниципального района Воронежской области путём объединения, не влекущего изменения границ иных муниципальных образований, в Лозовское сельское поселение с административным центром в селе Лозовое.
Законом Воронежской области от 28 июня 2013 года, в Лозовское 1-е сельское поселение было включено упразднённое Лозовское 2-е сельское поселение, а часть села Лозовое была объединена с другой частью села Лозовое в единое село Лозовое.

## Население
| 2010  | 2012  | 2013  | 2014  | 2015  | 2016  | 2017  | 2018  | 2019  |
| ----- | ----- | ----- | ----- | ----- | ----- | ----- | ----- | ----- |
| 1220  | ↘1167 | ↘1128 | ↗1874 | ↘1795 | ↘1747 | ↘1685 | ↘1657 | ↘1651 |
| 2020  | 2021  |       |       |       |       |       |       |       |
| ↘1641 | ↘1590 |       |       |       |       |       |       |       |

## Улицы
| - ул.40 лет Победы (396465) - ул.41 лет Победы (396465) - ул.42 лет Победы (396465) - ул.43 лет Победы (396465) - ул.47 лет Победы (396465, 396464) - ул.50 лет Победы (396465, 396464) | - ул. Авдеева (396464) - ул. Воровского (396464) - ул. Зиновьева (396465) - ул. Октябрьская (396465) - ул. Орджоникидзе (396465) - ул. Первомайская (396465) | - ул. Садовая (396465) - ул. Советская (396465, 396464) - пер. Солнечный (396464) - ул. Фрунзе (396465) |